# Traité de Butre
Vous lisez un « bon article » labellisé en 2023.
 Voir le traité sur Wikisource
Le traité de Butre entre les Provinces-Unies et les chefferies d'Ahanta et du Grand Inkassa est signé à Butre (orthographe historique : Boutry), Côte-de-l'Or néerlandaise (actuel Ghana) le 27 août 1656. Le traité réglemente la juridiction des Pays-Bas et de la Compagnie néerlandaise des Indes occidentales sur la ville de Butre et la région environnante du Haut-Ahanta, jusque-là contestée par la Compagnie suédoise d'Afrique, créant un protectorat néerlandais sur la région et permettant l'établissement de Fort Batenstein.
Ses termes sont utilisés au début du XIXe siècle afin de justifier la répression de la rébellion du roi Badu Bonsu II par le major-général Jan Verveer lors de la guerre ahanto-néerlandaise. Le traité reste effectif après le départ des Néerlandais de la Côte de l'Or en avril 1872 et prend fin en 1874 lorsque le Royaume-Uni déclare toute la Côte de l'Or colonie de la Couronne. Aujourd'hui, il est considéré par les Ahantas comme un traité ayant fortement favorisé la traite négrière dans la Région Occidentale du Ghana.

## Contexte
Dès la fin du XVe siècle, les petits États de la Côte de l'Or s'efforcent de développer des contacts commerciaux avec les nations européennes qui abordent la région. L'impact sur le développement et la formation de ces États est particulièrement important dans les chefferies des Akan, qui tendent à se fédérer. Les Portugais s'intéressent initialement à l'or, à l'ivoire et au poivre, mais le commerce d'esclaves supplante progressivement cet attrait au début du XVIe siècle. Le pays d'Ahanta, dans l'actuelle région occidentale de la république du Ghana, devient une puissance régionale sous la forme d'une confédération de chefferies et fait partie des premiers États concernés par le commerce avec les Européens.
Les premiers comptoirs implantés par les Portugais renforcent l'importance du commerce d'esclaves en Afrique occidentale au point d'en faire la principale source. Des rivalités apparaissent entre les royaumes africains afin de contrôler ce commerce, ainsi qu'entre les compagnies marchandes européennes qui fortifient leurs comptoirs. L'essentiel de l'approvisionnement régional en esclaves étant contrôlé par les chefs des principaux États africains et des marchands africains locaux, ce contexte renforce l'intérêt de conclure des traités de protectorat avec les petites chefferies isolées.
Au XVIIe siècle, la Compagnie hollandaise des Indes occidentales, les colonies portugaises et la Compagnie suédoise d'Afrique sont concurrentes dans la région Ahanta sur la Côte de l'Or. Au début du XVIIe siècle, le Portugal possède quelques comptoirs ainsi qu'un fort à Elmina, à l'extrémité du territoire ahanta. Le premier comptoir des Provinces-Unies en Côte de l'Or s'établit à l'emplacement de l'actuel Fort Nassau. À la suite de la trêve de Douze Ans, les Néerlandais construisent ce fort et obtiennent le soutien de la chefferie des Asebu en signant le traité d'Asebu. Ce traité fait partie des premiers signés entre les puissances européennes et les États et chefs africains afin d'acquérir une domination durable dans la région et de définir des relations commerciales qui impliquent les chefferies dans la traite négrière.
Les Néerlandais refusent de reconnaître le monopole portugais découlant du traité de Tordesillas et du traité d’Alcáçovas. Ils s'emparent du fort d'Elmina en 1637 durant la guerre néerlando-portugaise. Afin de chasser les Portugais, les Néerlandais étendent leurs activités vers l'ouest, en territoire ahanta. Ils développent un comptoir dans la ville voisine d'Axim à partir de 1642 et y signent le traité d'Axim, tandis que les Suédois s'installent à Butre, dans le prolongement occidental de la côte, en 1650.
La situation des Ahantas au XVIIe siècle est précaire. Le royaume ahanta est une petite confédération de chefferies akan hétérogènes réfugiées sur les côtes à cause des guerres précédentes. L'intérêt du traité réside dans ses avantages militaires leur permettant de rester à l'écart du danger de guerre.

## Contenu

### Titre

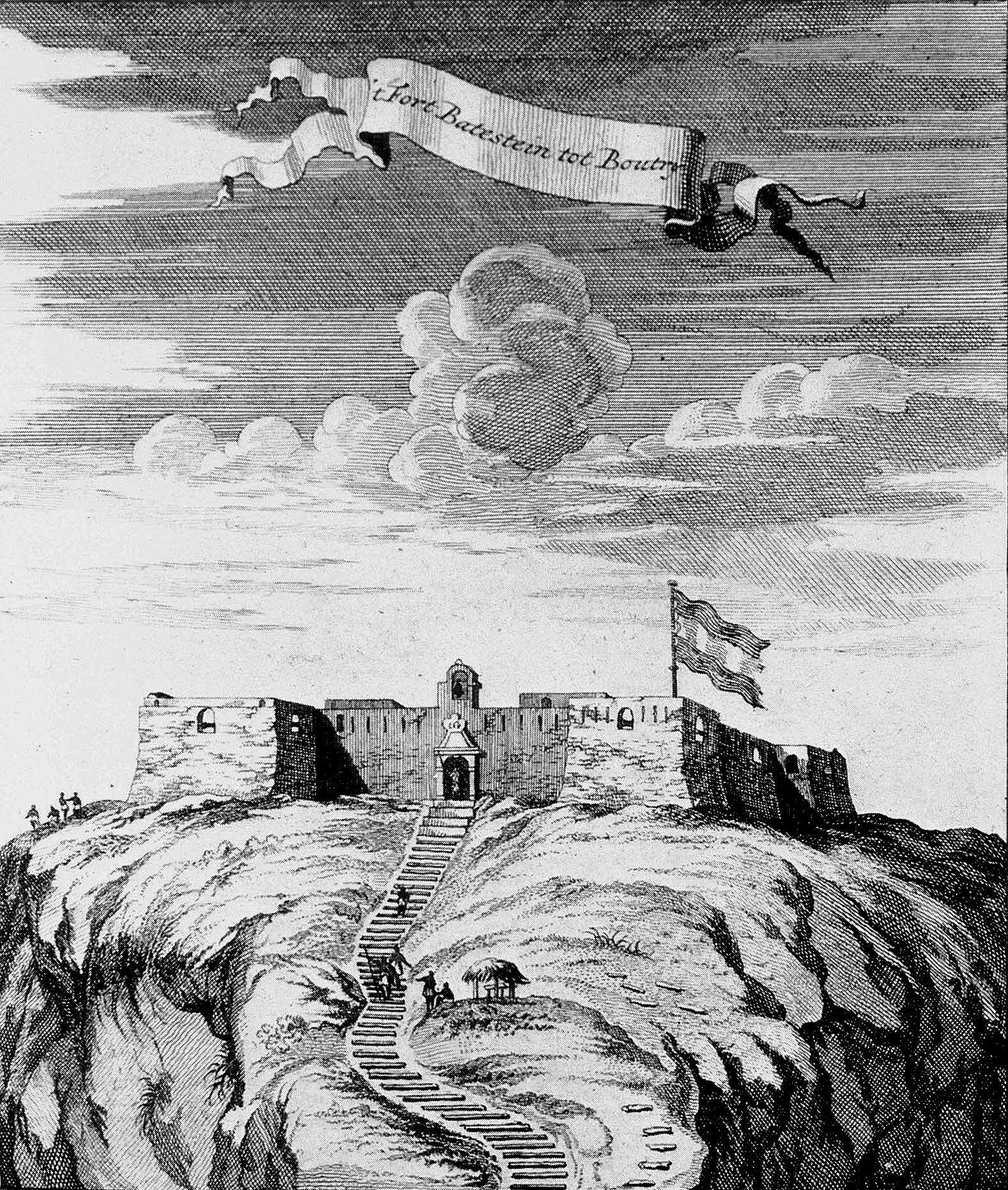
Lithographie du Fort Batenstein à Butre, quartier général néerlandais à Ahanta (Côte de l'Or néerlandaise), 1709.

Le traité est intitulé « Dévolution, du Haut Ahanta et de Butre » (Opdracht van Hooghanta ende Boutry), ce qui souligne la nature du contrat, à savoir l'établissement d'un protectorat,.

### Lieu et date
Le traité est signé conjointement par les Ahantas et les délégués néerlandais à Butre le 27 août 1656 et prend effet immédiatement.

### Partenaires contractuels
Les parties contractantes du côté néerlandais sont la Compagnie néerlandaise des Indes occidentales, pour elle-même, et par l'intermédiaire de son directeur général représentant les États généraux, puissance souveraine du pays, pour la république des Provinces-Unies. Les signataires sont Eduard Man et Adriaan Hoogenhouck, commissaire au service de la Compagnie néerlandaise des Indes occidentales.
Les cocontractants côté Ahanta sont Cubiesang, Aloiny, Ampatee et Maniboy, chefs du Pays Anta. Ils sont également les signataires du traité, avec Ladrou, Azizon, Guary et Acha. Harman van Saccondé, Menemé et Rochia, capitaine de Boutry, sont mentionnés comme parties supplémentaires dans le traité, et ils ratifient le traité, avec Tanoe.

### Termes

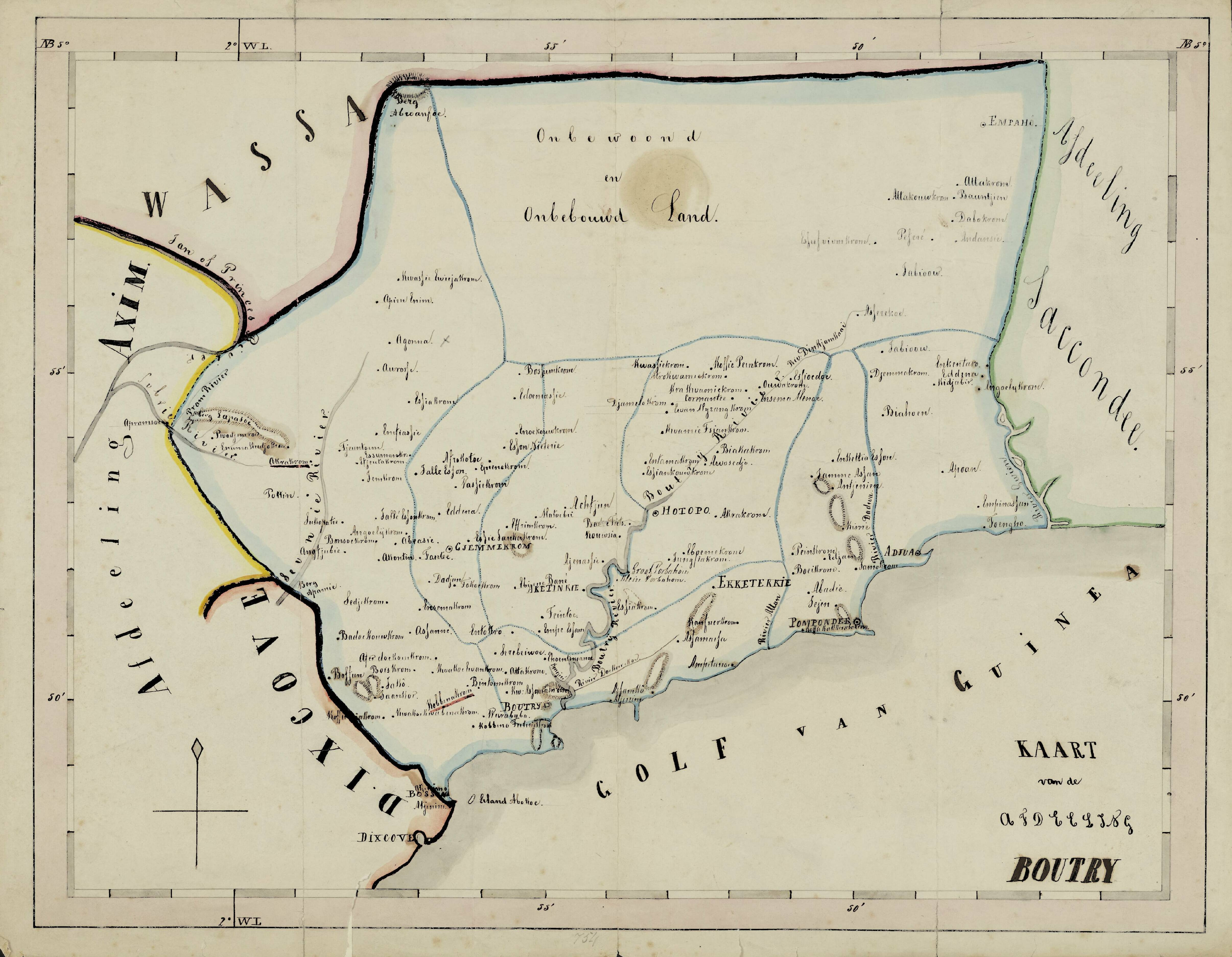
Carte de 1859 de la délimitation géographique (en bleu) couverte par le traité.

Étant une dévolution, le traité est plutôt unilatéral dans ses termes. Ahanta déclare qu'au vu des anciennes bonnes relations avec le gouvernement néerlandais établies dans le passé à Axim, et au vu des circonstances défavorables causées par la guerre avec Encasser, il est décidé d'inviter le directeur général néerlandais d'Elmina à venir à Butre et d'accepter la proposition qui lui est transmise. Ahanta se place sous la protection à la fois des États généraux des Provinces-Unies et de la Compagnie néerlandaise des Indes occidentales. Cela est fait à la condition que les Néerlandais fortifient et défendent les lieux sous leur protection, et gardent l'Ahanta à l'abri des dangers de la guerre.

### Conditions de la signature
Le traité, rédigé en néerlandais, est traduit oralement aux représentants Ahantas par des cabboceers (marchands africains) d'Axim. John Kwadwo Osei-Tutu et Victoria Ellen Smith soulignent qu'il est peu probable que les chefs tribaux aient accepté de se considérer comme vassaux d'un pays étranger, alors que les conditions du traité sont claires sur ce point. L'hypothèse d'une traduction erronée (volontaire ou non) est avancée, tout comme celle d'une signature forcée.

## Historique

### Mise en place
Dans leurs efforts pour déloger les Suédois de Butre, les Néerlandais nouent différentes alliances tactiques avec les chefferies d'Ahanta et le Grand Inkassa (ancien nom de l'État Sefwi), une entité politique peu connue.
Une fois la Compagnie suédoise d'Afrique chassée de Butre, le directeur général de la Compagnie néerlandaise des Indes occidentales, dont le siège est à Saint-Georges-de-la-Mine, dans le centre de la Côte de l'Or, décide qu'il serait avantageux de négocier un traité avec les forces politiques locales afin d'établir une relation de domination pacifique à long terme. Les dirigeants d'Ahanta trouvent tout aussi avantageux de conclure un tel accord. Le traité de 1656 marque le changement définitif de juridiction européenne dans la région jusqu'en 1872,.

### Sous juridiction hollandaise

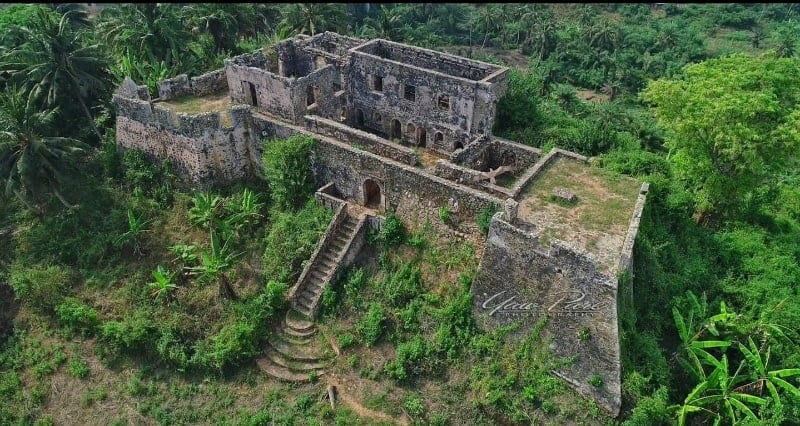
Ruines du Fort Batenstein.

Le traité et les termes du protectorat s'avèrent très stables, probablement en partie parce que les Néerlandais ne souhaitent pas s'immiscer dans les affaires des États d'Ahanta, à l'exception de la ville de Butre, où ils construisent un fort (Fort Batenstein). Le traité peut être interprété comme un traité d'amitié et de coopération, plutôt que comme l'établissement d'un protectorat néerlandais. Les Néerlandais travaillent en étroite collaboration avec le chef local, qui est également en deuxième ligne dans la direction politique de ce qui prend le nom de royaume d'Ahanta, avec la ville maritime voisine de Busua pour capitale,,.
En 1660, le contrôle que les Néerlandais exercent sur la région augmente, ce qui fait croître des tensions. Durant la deuxième guerre anglo-néerlandaise, les chefs ahantas estiment que les Néerlandais ne respectent pas les termes du traité. Les chefs d'Akwidaa et Pokesu s'allient à la Compagnie prussienne brandebourgeoise. Cette allégeance persiste jusqu'en 1721, date à laquelle les possessions prussiennes sont vendues aux Néerlandais.
En 1717, John Canoe (Konny en allemand Conny en néerlandais), un chef et commerçant ahanta possédant une armée privée, reprend possession des forteresses prussiennes abandonnées et s'oppose en 1721 à l'occupation hollandaise et au traité de Butre. Il défend Fort Fredericksburg à plusieurs occasions et finit par le perdre en 1725. Il est commémoré lors du festival Junkanoo.
En 1750, les Britanniques accusent les Provinces-Unies d'approvisionner des troupes locales ahantas afin de mener des attaques sur leurs positions coloniales en Côte de l'Or, notamment à Dixcove. Cependant, les actions menées par les Ahantas semblent indépendantes puisqu'ils attaquent également des positions hollandaises comme le Fort Orange, à Sékondi.

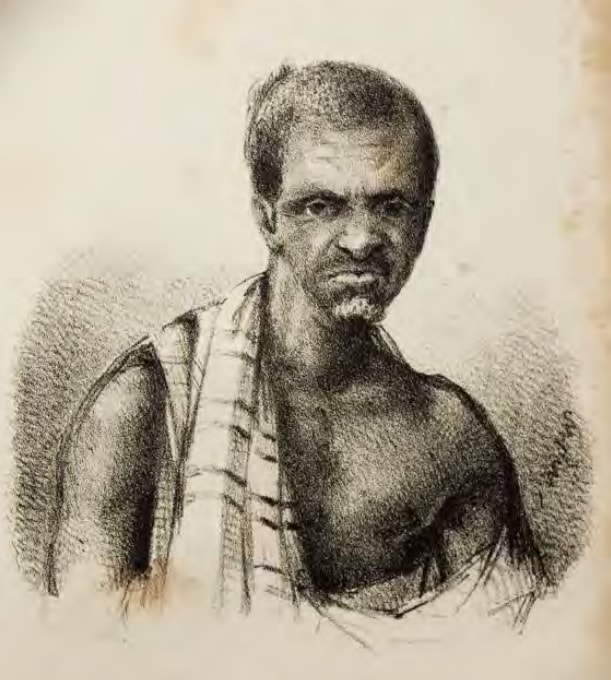
Badu Bonsu II, portrait par F. Douchez (1839) Causeries sur la Côte de Guinée.

Au début du XIXe siècle, les Néerlandais s'impliquent davantage dans les querelles régionales et dévient des objectifs du traité en approvisionnant les Ashantis en armes à feu afin de combattre les Mfantsiman. Cette violation du traité et cette ingérence augmentent la tension chez les Ahantas, représentés par leur roi Badu Bonsu II.
En 1837, Badu Bonsu II se rebelle contre les Néerlandais et tue plusieurs de leurs officiers, dont le gouverneur par intérim Hendrik Tonneboeijer : c'est le début de la guerre ahanto-néerlandaise. Le gouvernement néerlandais utilise les termes du traité de Butre comme base d'une action militaire et un corps expéditionnaire est envoyé contre les Ahantas. Le 30 juin 1838, le major général Jan Verveer ordonne que plusieurs villes comme Takoradi et Busua soient incendiées et y organise des massacres en répression. Au terme du conflit, Badu Bonsu II est capturé, condamné pour meurtre et pendu. Sa tête, tranchée après son exécution, est envoyée aux Pays-Bas,. Après cette rébellion, les Néerlandais réorganisent l'État d'Ahanta en nommant le chef de Butre comme régent et en gardant le pays sous contrôle étroit, avec une présence militaire et civile accrue.

### Sous juridiction britannique

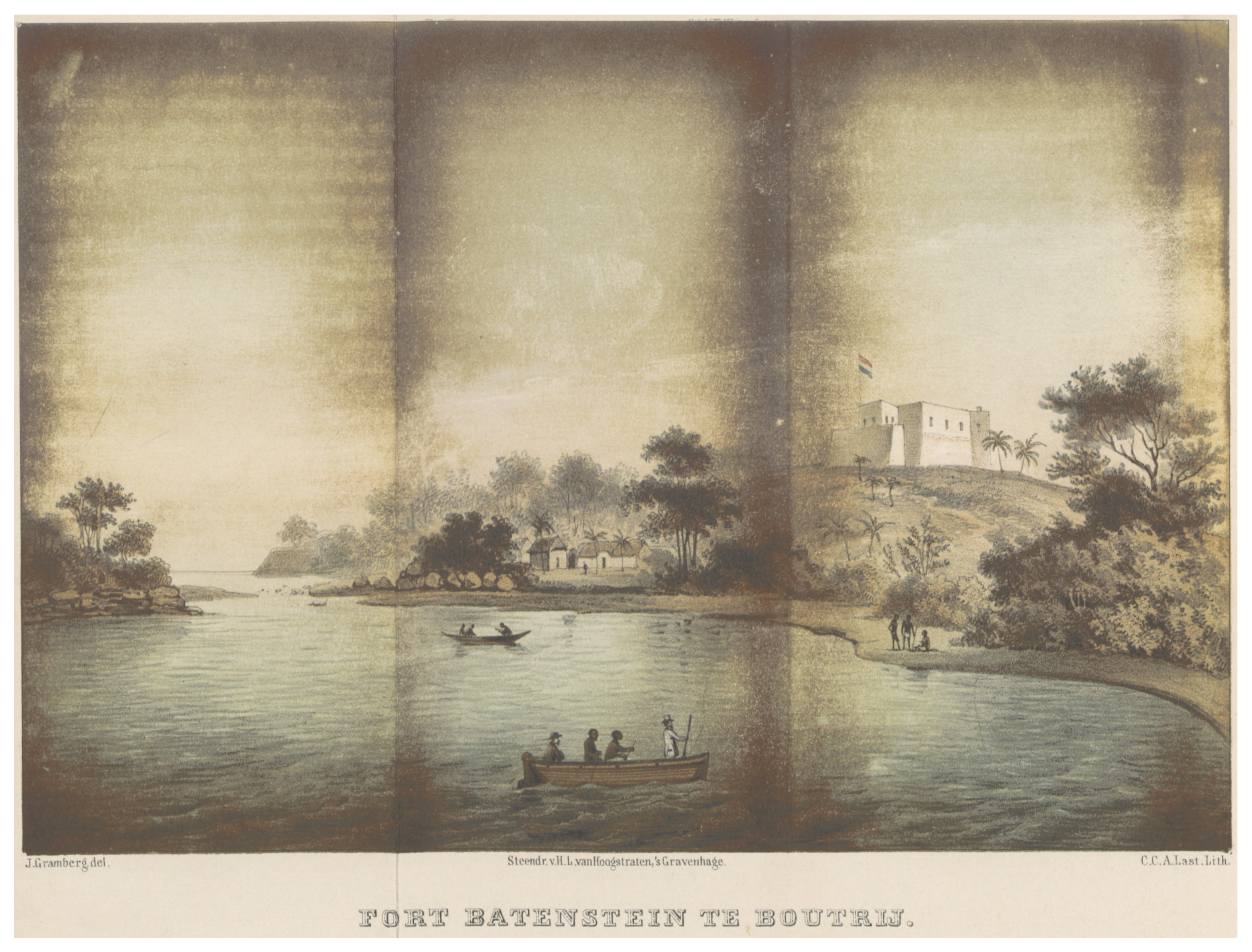
Vue de Butre et de son fort depuis l'estuaire, Gramberg, 1861.

Les Néerlandais revendent leurs possessions sur la Côte de l'Or aux Britanniques le 6 avril 1872. Le traité de 1656 est alors toujours en vigueur, ayant réglementé les relations politiques entre les Néerlandais et Ahanta pendant 215 ans. C'est l'un des plus anciens traités entre un État africain et un État européen.
Avec les possessions néerlandaises, les Britanniques reprennent toutes les obligations légales, y compris les traités et contrats existants. Après le transfert, les Britanniques commencent à développer leurs propres politiques envers les possessions désormais unies de la Côte de l'Or. Cependant, leurs relations avec les puissances politiques locales deviennent rapidement houleuses.
En 1872, les Ahantas souhaitent qu'une cérémonie formelle se déroule, avec remplacement du drapeau hollandais par le drapeau britannique, afin d'assurer la préservation des termes du traité. Les tensions grandissent par ailleurs entre les villes répondant au traité de Butre et les villes sous le giron britannique depuis des siècles, telle Dixcove. L'arrestation d'un chef ahanta le 13 février 1873 alimente l'animosité à l'égard des Britanniques.
Sous l'impulsion de la résistance ashantie, les Ahantas résistent à la prise de contrôle britannique, avec pour résultat que la Royal Navy britannique bombarde Butre en 1873 pour obtenir leur soumission politique. En 1874, le Royaume-Uni déclare toute la Côte de l'Or (y compris Ahanta) colonie de la Couronne, mettant fin de jure et de facto à toutes les anciennes obligations diplomatiques et juridiques.

### Controverses contemporaines
Le contexte qui mène les Ahantas à la révolte derrière Badu Bonsu II en 1837 est propice à quelques critiques soulevant les potentiels abus colonialistes des Hollandais ainsi que la traite négrière. Les termes et conditions du traité de Butre auraient été violés afin de mener une politique esclavagiste. La redécouverte de la tête décapitée de Badu Bonsu II, en 2005, soulève plusieurs interrogations et renforce ces controverses, évoquant des massacres durant la guerre ahanto-hollandaise.
Les Ahantas continuent au début du XXIe siècle à réclamer que la tête de Badu Bonsu II, conservée à Leyde, revienne dans leur territoire, ainsi que des excuses pour l'implication des Pays-Bas dans l'esclavage. En mars 2009, le Premier ministre néerlandais Mark Rutte et le chef suprême ahanta Baidoo Bonsoe XV, descendant direct de Badu Bonsu II, signent conjointement à La Haye un accord de restitution de la tête du roi,. Mark Rutte s'exprime aux archives nationales le 19 décembre 2022 sur le rôle et l'implication historique des Pays-Bas dans le commerce d'êtres humains et présente des excuses. Le roi Badu Bonsu II est perçu comme un héros par les Ahantas, et sa rébellion comme légitime pour avoir permis de mettre au jour les violations du traité et la traite négrière qui en aurait découlé,.